# Dichotomius conicollis
Dichotomius conicollis là một loài bọ cánh cứng trong họ Bọ hung (Scarabaeidae).